# Верхний (Тбилисский район)
Верхний — хутор в Тбилисском районе Краснодарского края.
Входит в состав Алексее-Тенгинского сельского поселения.

## География
Расположен на реке Средний Зеленчук.

## Население
| 2002 | 2010 |
| ---- | ---- |
| 44   | ↘33  |